# Demodes bimaculata
Demodes bimaculata är en skalbaggsart som beskrevs av Stefan von Breuning 1947. Demodes bimaculata ingår i släktet Demodes och familjen långhorningar.
Artens utbredningsområde är Laos. Inga underarter finns listade i Catalogue of Life.